# دورنیه دو ۲۲۸
دورنیر دو ۲۲۸ (به انگلیسی: Dornier_Do_228) یک هواگرد از نوع هواپیمای مسافربری ساخت شرکت دورنیر فلوکتسایک‌ورک در آلمان است. هواگرد دورنیر دو ۲۲۸ نخستین پروازش را در ۲۸ مارس ۱۹۸۱ میلادی انجام داد. این هواگرد در سال ژوئیه ۱۹۸۲ میلادی رسماً معرفی گردید و در سال‌های 1982–1997 توسط دورنیر و ۱۹۸۵ تا حال حاضر توسط هیندوستان آیروناتیکس تولید شده‌است. در مجموع، تعداد ۳۷۰ فروند از این هواگرد ساخته شده‌است.